# 誘導性提問
誘導性提問（suggestive question）或稱暗示性問題，是指用不恰當的提問方式限縮、操控回答者的回答。
誘導性提問往往會使答案不能確實反映回答者內心的真實想法。在問卷應用上，誘導性提問也容易把回答者的思考方向限縮在某個範圍，使其未充分考慮所有情況，而使回答結果有所偏差。

## 常見的誘導性提問
誘導性提問的常見方式如下：
- 直接性提問：如「拿到了嗎？」「哪裡發生的？」
- 重複性提問：重複詢問一個問題，誘使回答者覺得之前的回答是錯的而改變答案，直到得到想要的答案為止。如：「你覺得陳大文身高是多少？」「160公分。」「確定嗎？再給你一次機會，好好想想。」「我覺得是160公分。」「你要不要再考慮一下？」……
- 強制性提問：提供有限的選項而沒有足夠的解釋，然而回答者可能不接受所有選項。如「你喜歡日劇還是韓劇？」
- 確認性提問：設計使答案只能支持特定的觀點。如「你覺得要如何讓學生更用功？」「你有什麼讓政治人物不貪汙的辦法？」（參見既定觀點問題）

## 相關概念
- 既定觀點問題：既定觀點問題即是上述的確認性提問，是誘導性提問的一種。
- 引導性問題：誘導性提問之缺失主要在於操控了回答者的思考範圍；引導性問題之缺失主要在於透露詢問者心中的想法。
- 雙管問題：雙管問題沒有操控回答者的思考範圍，是由於對回答的不當詮釋而得出不恰當的結論；誘導性提問則是用手法操控使回答者傾向或不得不回答某個範圍的答案。
- 假兩難推理：提出少數選項要人從中擇一，但這些選擇並未涵蓋所有的可能性的一種謬誤。